# 安徽省总工会
安徽省总工会是安徽省地方工会和产业工会的领导机关，受中国共产党安徽省委员会和中华全国总工会领导。